# AUGUST
AUGUST（オーガスト）是日本株式會社葉月旗下專責開發販售成人遊戲的品牌，目前加入以戲畫為首的Partner Brand。在網路上常常以八月來稱呼該公司。2006年成立專責發售家用主機遊戲的品牌「ARIA」。

## 沿革
- 其前身為同人社團「王宮魔法劇團」，該時期開發（2000年）。
- 2001年正式商業化，成立「株式會社葉月」，並推出處女作《Binary Pot》（バイナリィ・ポット）。
- 2005年9月22日推出第5作《夜明前的琉璃色》（夜明け前より瑠璃色な）[1]，並創造該年成人遊戲銷售額第三名的紀錄。[2]
- 2006年3月成立專責家用主機遊戲開發販售的ARIA品牌，其成員大抵為原班人馬所組成。
- 2008年1月25日推出第6作《FORTUNE ARTERIAL》（FORTUNE ARTERIAL）[3]，並於該年獲得「Getchu.com美少女遊戲排名」綜合部門第一名[4]，成人遊戲銷售額第一名。[5]
- 2011年4月28日推出第8作《穢翼的尤斯蒂婭》（穢翼のユースティア）[6]，並於該年獲得「Getchu.com美少女遊戲大賞2011」綜合部門第二名」[7]，成人遊戲銷售額第一名。[8]
- 2013年1月25日推出第9作《大圖書館的牧羊人》（大図書館の羊飼い ～a good librarian like a good shepherd～）[9]，並於該年獲得「Getchu.com美少女遊戲大賞2013」綜合部門第一名[10]，成人遊戲銷售額第一名。[11]
- 2014年3月28日推出第9作Fan disc《大圖書館的牧羊人 - Dreaming Sheep-》（大図書館の羊飼い -Dreaming Sheep-）[12]，並於該年獲得成人遊戲銷售額第四名。[13]
- 2016年9月23日推出第10作《千之刃濤、桃花染之皇姬》（千の刃濤、桃花染の皇姫）[14]，並於該年獲得「Getchu.com美少女遊戲大賞2016」綜合部門第三名[15]，成人遊戲銷售額第三名。[16]
- 2017年12月19日与DMM Games合作推出了公司第一款网页游戏《愛麗絲秘跡！〜少女們編織夢的秘境〜》（あいりすミスティリア! 〜少女のつむぐ夢の秘跡〜）。[17]
- 2019年9月27日推出了Fandisc《千之刃濤、桃花染之皇姬-柳暗花明》（千の刃濤、桃花染の皇姫 -花あかり-）[18]，并獲得當年成人遊戲銷售額第五名。[19]
- 2022年10月26日与G's Channel（电击G's 杂志附属网络频道）合作推出了漫画《剑道少女在异世界斩杀》（剣道娘は異世界でも斬り結ぶ），目前连载中。[20]

## 作品列表

### AUGUST
- 2002年2月22日－《Binary Pot》（バイナリィ・ポット）
- 2002年9月27日－《Princess Holiday》（Princess Holiday ～転がるりんご亭千夜一夜～）
- 2003年9月26日－《月東日西》（月は東に日は西に ～Operation Sanctuary～）
- 2004年8月27日－《AUGUST FAN BOX》（オーガストファンBOX）
- 2005年9月22日－《夜明前的琉璃色》（夜明け前より瑠璃色な）
- 2008年1月25日－《FORTUNE ARTERIAL》（FORTUNE ARTERIAL）
- 2009年2月27日－《夜明前的琉璃色 －Moonlight Cradle－》（夜明け前より瑠璃色な －Moonlight Cradle－）
- 2011年4月28日－《穢翼的尤斯蒂婭》（穢翼のユースティア）
- 2013年1月25日－《大圖書館的牧羊人》（大図書館の羊飼い ～a good librarian like a good shepherd～）
- 2013年8月10日－《大圖書館的牧羊人 -放學後的尾巴時光》（大図書館の羊飼い -放課後しっぽデイズ）（C84）
- 2014年3月28日－《大圖書館的牧羊人 - Dreaming Sheep-》（大図書館の羊飼い -Dreaming Sheep-）
- 2016年9月23日－《千之刃濤、桃花染之皇姬》（千の刃濤、桃花染の皇姫）
- 2017年12月19日－《愛麗絲秘跡！〜少女們編織夢的秘境〜》（あいりすミスティリア! 〜少女のつむぐ夢の秘跡〜）
- 2019年9月27日－《千之刃濤、桃花染之皇姬-柳暗花明》（千の刃濤、桃花染の皇姫 -花あかり-）

### ARIA
- 2006年12月7日 - 《夜明前的琉璃色 〜Brighter than dawning blue〜》（夜明け前より瑠璃色な 〜Brighter than dawning blue〜）（PS2）
- 2010年2月25日 - 《夜明前的琉璃色 PORTABLE》（夜明け前より瑠璃色な PORTABLE）（PSP）
- 2014年6月26日 - 《秽翼的尤斯蒂娅 Angel's blessing》（穢翼のユースティア Angel's blessing）（PSV）
- 2015年2月12日 - 《大圖書館的牧羊人 -Library Party-》（大図書館の羊飼い -Library Party-）（PSV）
- 2017年12月21日 - 《千之刃濤、桃花染之皇姬》（千の刃濤、桃花染の皇姫）（PS4/PSV）
- 2018年7月26日 - 《大圖書館的牧羊人 -Library Party-》（大図書館の羊飼い -Library Party-）（任天堂Switch）
- 2019年2月21日 - 《大圖書館的牧羊人 -Library Party-》（大図書館の羊飼い -Library Party-）（PS4）
- 2022年6月23日 - 《秽翼的尤斯蒂娅》（穢翼のユースティア）（PS4/任天堂Switch）
- 2022年7月28日 - 《千之刃濤、桃花染之皇姬》（千の刃濤、桃花染の皇姫）（任天堂Switch）

## 主要員工

### AUGUST所属
- 制作監督・總指揮：るね
- 原畫：べっかんこう（日语：べっかんこう）
- 原畫輔助：夏野イオ
- 剧本：榊原拓（日语：榊原拓）、内田ヒロユキ、安西秀明
- CG監督：弥弛
- CG：ぺぺる
- 背景・演出・電影：北川由貴
- 背景：阿舎利ん_16
- 支持・Web管理：よもぎ

### 過去參與的員工
- 耶律鴬牙 - BGM
- かずぽん - CG
- 里見藤久 - CG監督

## 外部連結
- AUGUST（页面存档备份，存于）（日語）
- ARIA（日語）
- AUGUST的X（前Twitter）（日語）
- YouTube上的（日語）